# Bernard Berenson
Bernard Berenson, ursprungligen Bernhard Valvrojenski, född 26 juni 1865 i Butrimonys i Litauen i Ryssland, död 6 oktober 1959 i Villa I Tatti i Fiesole i Italien, var en amerikansk konsthistoriker.
Efter studier i USA och Europa bosatte sig Berenson nära Florens i Italien, vars renässansmålare han ägnade huvuddelen av sina studier åt. Bland hans verk märks främst The Venetian painters of the renaissance (1895), The Florentine painters of the renaissance (1896), The Central Italian painters of the renaissance (1897), North italian painters of the renaissance (1907), The study and critisism of Italian art (3 band, 1901–16) samt Three essays in method (1927). Berenson utvecklade sin egen metod för stilanalys, som blev mycket uppmärksammad och starkt skilde sig från den samtida vanligen brukade, som hade utvecklats av Giovanni Morelli. Istället för en minutiös detaljanalys efter vissa schemata förordade Berenson ett mer allmänt hållet intuitivt förfarande.